# Svemirski marinci (serija)

Svemirski marinci (u originalu Space: Above and Beyond) je američka znanstveno fantastična televizijska serija iz 90-ih godina 20. stoljećea, napisana je i stvorena od Glen Morgana i Jamesa Wonga. Izvorno je planirano snimiti pet sezona, ali je bila emitirana samo kratko razdoblje od 1995. do 1996. godine. Bila je nominirana za nagrade Emmy kao i za jednu nagradu Saturn.

## Ukratko o seriji
Radnja se odvija u našoj budućnosti, 2063. – 2064. godina, bazira se oko skupine američkih marinaca, članova marinskog odreda za svemirske letove, 58. eskadrile, poznatije kao "Džokeri". Oni su stacionirani na ratnom nosaču USS Saratoga, i djeluju kao pješaštvo ali i kao piloti SA-43 Hammerheadsa.
Serija oslikava rigidniju zapovjednu strukturu i ustrojstvo vojske nego što je to prikazano u istovremenim televizijskim serijama kao što su Babylon 5 i Zvjezdane staze. Može se reći da je serija dobila kultni status. Ovo djelom i zato što je u svojem drugom prikazivanju na znanstveno fantastičnim programima bila mnogo prihvaćenija, za razliku od osrednje gledanosti za vrijeme svojeg prvotnog prikazivanja na FOX programu. Kritičari su prigovarali njezinim redateljima nedostatak reklamiranja, učestale promjene kadra i stalno pretkupljivanje spotrskih događaja kao razloge zbog kojih je serija bila slabo gledana za svojeg prvog prikazivanja.
U Norveškoj serija je nazvana "Skvadron 58" (Eskadrila 58). U Švedskoj ime joj je bilo "Slaget om Tellus" (Bitka za Tellus). U Njemačkoj, Francuskoj, Švicarskoj i Finskoj bila je emitirana pod nazivom "Space 2063" (Svemir 2063). U Hrvatskoj serija je nazvana Svemirski marinci (moguće pod utjecajem istoimenog filma). U Španjolskoj joj je naziv bio samo "Space" (Svemir), dok je u Poljskoj dobila naziv "Gwiezdna eskadra" (Svemirska eskadrila).

## Radnja serije
Prema scenaristima i redateljima, glavni predložak za njihovu seriju bilo je znanstveno fantastična novela Joe Haldemana iz 1974. godine Vječni rat, kao i zbir nekih drugih djela koja također uključuju Iliadu. Još jedan mogući predložak za ovu seriju, iako su to opovrgnuli sami redatelji, je novela iz 1959. Zvjezdani jurišnici od Robert A. Heinleina, jer dijele popriličan broj motiva (uključujući i politički spornu prirodu Heinleinovog djela). Mogući je utjecaj i od strane nekih drugih dokumentarnih serija o ratu. Istovremeno, ova serija dijeli ideje o teoriji zavjere s nekim drugim tv-serijama koje su režirali isti redatelji, kao što su Dosjei X i Millennium.
Priča same serije odvija se u našoj budućnosti. U godinama koje prethode 2063., čovječanstvo je započelo s kolonizacijom drugih planeta. Iznenada, prije nepoznata i tajanstvena izvanzemaljska vrsta, koje su ljudi prozvali Grinjci (aluzija na insekte), napada i potpuno uništava prvu izvanzemaljsku ljudsku koloniju kao i brod za kolonizaciju. Veći dio zemaljske  vojske koji je bio poslan da se sukobi s Grinjcima bio je ili uništen ili nadigran uz velike gubitke. U očaju, neiskusne i ne dovoljno istrenirane početnike, kao što su bili marinci iz 58. eskadrile za svemirske letove (nadimak Džokeri), doslovno su bacili na Grinjce. Serija se odvija oko Džokera, prateči ih kako napreduju od neiskušanih kadeta sve do pilota veterana i regularnih marinaca. U ovom vremenu Zemlja je ujedinjena i iako sva vlast potpada pod nadzor preustrojenih Ujedinjenih Naroda, UN nema svoje vojne postrojbe zato oružane organizacije kao što su Ratna mornarica Sjedinjenih Američkih država i Britanska kraljevska ratna mornarica djeluju samostalno na međuzvjezdanim svemirskim brodovima.
Okruženje Svemirskih marinaca obuhvaća podklasu genetski stvorenih i umjetno inkubiranih ljudi koji se rađaju tek kad im tijela dosegnu dob od 18 godina. Oni su poznati pod zajedničkim nazivom InVitro ali ih ljudi rođeni na normalni način ponekad pogrdno nazivaju "tankovi" ili "pupko-vrati" (kod InVitra pupčana vrpca nije prispojena na središnji dio tijela već na stražnji dio vrata, zato se kod njih pupak nalazi na vratu). InVitro ljudi bili su stvoreni kako bi zamijenili u svim najnapornijim i najneugodnijim poslovima androide, poznate još i kao Siliciti, a koje su ljudi prethodno iskorištavali. Zbog svoje velike memorije
 i praktičnosti posprdno su ih nazivali i "hodajučim osobnim računalima". Siliciti fizički potpuno izgledaju kao i ljudi. Oni su se pobunili, stvorili svoje vlastito društvo te započeli gerilski rat protiv ljudskog društva. U osnovi Siliciti su bili namijenjeni tome da samo služe i nikako ne dovode u pitanje naredbe, ali nezadovoljni inženjer koji je radio na njihovoj memorijskoj mreži unio je računalni viruskoji je dao Silicitima mogućnost da iskušaju priliku. U samoj seriji rečeno je kako je upravo zahvaljujući toj novoj opciji androidima omogućeno da donesu svoje vlastite odluke, tako su bili u stanju da shvate svoj vlastiti položaj i da se bore protiv toga. Radi li se o čovjeku ili o androidu lako je prepoznatljivo zahvaljujući njihovim očima. Androidske oči imaju na sebi nišanski kurskor umjesto zjenice. Ljudi sumnjaju da su Siliciti također na neki način povezani s Grinjcima.

## Tijek radnje
U samoj seriji, na glavnu radnju koja se odnosi na rat između ljudi i izvanzemaljaca nadovezuje se i niz više ili manje značajnih priča koje se u određenom kontekstu isprepleču s glavnim zapletom.
Tako se po približnom redu važnosti mogu navesti sljedeće radnje:
1. Rat protiv Grinjaca (2063—)Ovaj se rat odvija nekih šest godina nakon rata protiv Silicita (2047–2057) i dovodi do velikog zastoja u istraživanju svemira od strane ljudi. U prvoj polovini sezone i otprilike do 16-e epizode ovaj rat uopće se ne odvija dobro po čovječanstvo, ali uz vrhunske vojne stratege kao i niz tajnih operacija te korištenjem dezinformacija, ljudi nekako uspjevaju osvojiti prednost u odnosu na svoje neprijatelje i pokreču masivni protuudar. Nažalost zbog prijevremene obustave emitiranja ove serije ne zna se ishod te akcije kao niti kakav je mogući završetak rata.
Kako je sam rat zapravo osnovica oko koje se vrti čitava radnja serije, time se istražuje ljudski osjećaji posebno rakcije pod utjecajem ekstremnog očaja i intenzivnog sukoba, a i pokazuje se razvoj generacije koja se nosi sa svim tim. Najvažniji motivi koji se mobu nazrjeti u ovoj priči su takvi koji bi se mogli pronači i kod većine drugih ratnih drama, prvenstveno to su: odanost, hrabrost i moguće najvažniji u okviru kaosa i nepromišljenosti ratnog okruženja, važnost pojedinačne inicijative.
2. Misija Tellus, Nathan West i Kylen CelinaPriča između Nathana Westa i Kylen Celine provlaći se kroz mnoge epizode ove serije. Ova dva kolonista zajedno su bila pripremana za kolonizaciju prvog planeta van sunčanog sistema i međusobno su se zbližili kao ljubavni par. Igrom slučaja Nathan West bio je izbačen s tog projekta, a kada su se Grinjci prvo pojavili, započevši rat, Kylen je postala jednom od njihovih zarobljenika. Ne znajući njezinu pravu sudbinu Nathan West se pridružuje odredu za svemirske letove. Umjesto nje, u većini serija pojavljuje se audio snimka koju je ona ostavila Natanu poručujući mu: "Vjerujem u tebe." Kasnije je ona spašena i s ostalima dovedena na kratko vrijeme na USS Saratogu, prije nego što se vratila na Zemlju tu je snimku zamijenila s drugom, izjavljujući: "Vjerujem u sve vas."
Odnos između Nathana Westa i Kylen Celine uz rat protiv Grinjaca je najistaknutija priča. Ona dodaje osjećaj nade i vjere u čitavo okruženje priče o ratu, jer nada u spas Kylen Celine pokazuje se kao ključna motivacija za "Džokere" da nasta usprkos bijednim izgledima.
3. InVitroKao umjetno stvoreni ljudi, oni nemaju jednaka prava kao i drugi ljudi koji su rođeni na konvencionalni način, takozvani "prirodno rođeni". Pogrdno ih se naziva "pupko-vrati" i "tankovi", ovo posljednje ima dvostruki smisao i svojevrsna je igra riječi, jer opisuje ne samo način na koji su rođeni već i njihovu iznimnu fizičku snagu koja je nešto veća od one kod "prirodno rođenih" te njihovu zamjenjivu prirodu jer su oni uvijek ti koji će prvi ući u borbu i time otvoriti put za pješadiju. Neki InVitrosi također o sebi govore kao o "tankovima". Prije nego što je to ukinuto, bili su podvrgnuti brutalnom prisilnom radu i još je uvijek poprilično prisutna rasna segregacija i ogorčenost po toj osnovi od normalnih ljudi kao i vladino zlostavljanje za moralno upitne svrhe. Dva glavna lika u Svemirskim marincima, Cooper Hawkes i T. C. McQueen, moraju se suočiti s posljedicama vrijednosti takvog društva iz vlastite perspektive jer su i sami InVitrosi.
Ova tema koja se ponavlja u epizodama istražuje pitanja kao što su rasizam i sklonost predrasudama u modernom društvu, ali i motiv slobode. Ova se priča razlikuje od ostalih po svojoj složenosti i podjeljena je u dvije pod priče. Jedna je prisutna kao povijesno pripovjedanje od likova u seriji ili flashbackova, a druga se događa u sadašnjosti oslikavajući iskustva Coopera Hawksa i T. C. McQueena. Ovo uključuje suptilnu pod priču o promjenjivom odnosu između Nathana Westa i Hawksa koji iako tijelom odrastao, mentalno tek polako sazrjeva. 
4. Siliciti (androidi s umjetnom inteligencijom)Siliciti ili UI pobunjenici, ukrali su vojni svemirski brod pri kraju rata protiv Silicita i s njim su pobjegli u svemir. Tijekom rata protiv Grinjaca, oni surađuju s izvanzemaljcima djelujući kao plaćenici i upravitelji rudarskih i zatvorskih postrojenja za Grinjce. Ovo obuhvaća pod priču između Paula Wanga i Elroy EL u kojoj se Paul suočava s činjenicom da je pod mučenjem lažno priznao kako je počinio ratne zločine.
Priču o Silicitima neki su uspoređivali sa sadržajem serije Battlestar Galactica iz 1978. kao i epskom re-izvedbom te serije iz 2003. godine.
5. Nathan West i Neil WestOdnos između Nathana Westa i njegovog mlađeg brata Neila kratka je priča prikazana u 2., 17. i 18. epizodi. Namijenjena je za istraživanje osjećaja povezanih s gubitkom bliske osobe i žrtvovanjem u mnogo većem stupnju nego što je to prikazano u prijašnjim epizodama.
6. Aero-Tech i UNS pričom o zlokobnom Aero-Techu i UN-om ubačen je u seriju element urote i visoke razine zataškavanja. Aero-Tech je osnovan 2015. godine koji se doima kao mnopolistička organizacija koja dobavlja aerospace te vojnu tehnologiju i opremu. Aero-Tech je povezan s UN-om kroz njegovu očitu političku moć, što je vidljivo kroz djelovanje Aero-Techa unutar samog UN-a (u sedmoj epizodi prikazano je kako je prijašnji direktor Aero-Techa postao Glavni tajnik UN-a) kao i kroz vojsku, jer njima pripada kontrola nad naprednom tehnologijom. Također se sumnja kako je Aero-Tech bio svjestan prisutnosti Grinjaca prije ostatka čovječanstva i da su namjerno ugrozili sigurnost Vesta i Tellus kolonija. Aero-Tech također prikuplja, koristi ili uskračuje pružanje ključnih strateških informacija sve u svrhu ostvarivanja svojih vlastitih korporacijskih ciljeva.
Priča o Aero-Techu i UN-u istražuje teme kao što su moć, zakulisne igre, političke manipulacije i možda do određene mjere također i znanstvenu etiku i odgovornost. Ova radnja jasno izražava utjecaj druge dvije televizijske serije, Dosje-X i Millennium čiji su tvorci također Morgan i Wong.
Neki gledatelji prigovaraju kako se ova priča ne uklapa u ostatak seriji, da je loše ralizirana i ostavljena nerazriješena zbog obustave emitiranja same serije.

## Druge obrađene teme u seriji
Osim radnji navedenih gore, postoje i niz drugih koje nisu povezane ni s glavnom niti sa sporednim radnjama serije. Neke od tih radnji opisuju teme straha i osvete kao u četvrtoj epizodi, u osmoj epizodi prikazani su podsvjesni strahovi, tema parapsiholoških moći prikazana je u četrnaestoj epizodi, a tema ovisnosti o drogi prikazana je u dvadesetoj epizodi (priča je prikazana kroz kratkotrajnu ljubavnu aferu između Coopera Hawksa i InVitro žene). Nekoliko drugih epizoda također istražuju druge privatne odnose između likova kroz ratnu situaciju.

## Završetak
Završna epizoda (24. epizoda) završava bez pravog kraja, zapovjednik T. C. McQueen je teško ozljeđen i većina glavnih glumaca su na ovaj ili onaj način ubijeni ili se smatraju nestalima, samo su Cooper Hawkes i Nathan West ostali od svih. Ipak Zemlja sad ima mnogo jaču stratešku poziciju u ratu tako da se javlja nada u uspjeh bez obzira na gubitke.
Iako izgleda nedovršeno, ovakav završetak su izabrali producenti izabrali kad im je postalo očito da će se obustaviti emitiranje serije. Čak i s takvim završetkom režiseri su još uvijek planirali mogući nastavak serije s drugom njezinom sezonom, gdje će se T. C. McQueen vratiti na Zemlju da bi se oporavio od zadobivenih ozljeda, po mogućnosti će mu se ugraditi androidska prostetska noga, a "Džokeri" su trebali dobiti novog ženskog zapovjednika. 

## Kritike
Zapamčena je kritika jednog od glavnih glumaca - Joela de la Fuentesa u kojoj prigovara na stereotipsku prirodu lika kojeg tumaći u seriji, poručnika Paula Wanga. Iz njegove perspektive ulogu koju tumači predstavlja tipičnog kukavnog vojnika koji izdaje svoje suborce. 
Njegovim riječima: 
"Kad god vidim azijata u vojničkoj odori, ne mogu a da se ne prisjetim uobičajene predodžbe azijata iz Vijetnamskog rata i Drugog svjetskog rata. Po njoj oni su "žutokljuni kukavice" koji su oduzimali živote poštenih amerikanaca. Bili su podmukli, vješti i bilo ih je nemoguće procjeni. Mislim kako bi se Wang mogao podvesti pod svaki od navedenih stereotipa."
Ipak, Pau Wang je taj koji dragovoljno žrtvuje svoj vlastiti život u posljednjoj epizodi, ostajući iza svih kako bi odbio napad Grinjaca dok Nathan West i Cooper Hawkes vode na sigurno ratne zarobljenike, uključujući i Westovu davno izgubljenu ljubav.

## Kinematografija i vizualni efekti
U Svemirskim marincima kadar je prilično taman, to je preuzeto iz serija kao što su Dosjei-X i Millennium, ali ovdje je to odvedeno do ekstremne razine. To ide i do te mjere da su neki kadrovi gotovo crno bijeli. To je poprilično jedinstveno među znanstveno fantastičnim serijama iz tog razdoblja i sasvim je različito od istovremenih tv-serija kao što je zvjezdana opera Babylon 5.
S povećanom isplativosti korištenja kompjuterskih programa za izradu trodimenzionalnog okruženja, Svemirski marinci su se uvelike oslanjali na komputerski generirane slike za prizore iz svemira. Ipak za razliku od drugih sličnih serija fizički efekti tu još uvijek imaju značajnu ulogu. Digitalni efekti u Svemirskim marincima, koje je izradila tvrtka Area 51, bili su vrhunski i vodeći za svoje vrijeme, iako iz današnje perspektive u nekim prikazanim slikama (kao što je USS Saratoga i vanzemaljski nosač) nedostaje detaljnija tekstura i realističniji prikaz objekata, zbog koje su one prilično uglatog izgleda.

## Likovi

### 58. eskadrila - Džokeri
- Morgan Weisser — poručnik Nathan West, nadimak "King of Hearts"
- Kristen Cloke — poručnik Shane Vansen (promaknuta u satnika), nadimak "Queen of Diamonds"
- Rodney Rowland — poručnik Cooper Hawkes (InVitro), nadimak "Jack of Spades"
- Joel de la Fuente — poručnik Paul Wang, nadimak "Joker"
- Lanei Chapman — poručnik Vanessa Damphousse, nadimak "Ace of Hearts"
- Jmes Morrison —  zapovjednik Tyrus Cassius "T. C." McQueen (InVitro), nadimak "Queen 6"

### Drugi likovi iz serije
- David Jean Thomas — general Alcott
- David St. James — admiral Broden
- Amanda Douge — Kylen Celina (Aero-Tech, Tellusov kolonist)
- Edmund L. Shaff — "Kapetan" (USN)
- Bill Hunter — Glavni tajnik Spencer Chartwell (UN)
- Robert Crow — "Nadglednik" (USN)
- Doug Hutchison — Elroy EL (AI)
- Kimberly Patton — Feliciti OH (AI)
- Harriet Sansom Harris — veleposlanica Diane Hayden (UN)
- John Lendale Bennett — "Oružar " (USN)
- Tucker Smallwood — pukovnik Glen van Ross (USN)
- Michael Mantell — Howard Sewell (Aero-Tech, član upravnog odbora)
- James Lesure — poručnik Charlie Stone
- Melissa Bowen — poručnik Stroud (USN)
- Gennie Nevinson, Loren Chase — Anne West
- Angus Grant, Marc Worden — Neil West
- Tasia Valenza — poručnik Kelly Anne Winslow, nadimak "Queen of Spades"

### Istanuti jedno-epizodni likovi
- Coolio - Domaćin
- David Duchovny (ne navedeno) — Alvin El 1543 ili "Zgodni Alvin" (Silicite)
- Dale Dye — bojnik Jack Colquitt
- R. Lee Ermey — "zapovjednik za obuku"
- Adam Goldberg — narednik Louie Fox
- Richard Kind — pukovnik Burke

## DVD izdanje
2005. godine Svemirski marinci bili su izdani na DVD-u u SAD-u kao i Kanadi od 20th Century Foxa. DVD sadrži sve seriji kao i materijale koji su bili namijenjeni reklamiranju serije, ali nikakve druge "bonus" materijale. Neobično je da DVD-ovim koricama prikazuje pomalo iskrivljena slika svemirske stanice Babylon 5. Taj prizor se nije pojavljivao ni u jednoj epizodi i ni u kojem smislu se ne nadovezuje na samu priču. Ovaj prizor ipak je ograničen na samo neke koric ovog izdanja.

## Vanjske poveznice
- S:AaB Centar
- Space: Above and Beyond the Bitter End  Arhivirana inačica izvorne stranice od 23. listopada 2007. (Wayback Machine) — informacije, izvori, forumi i slično na engleskom